# Чуанг Це
За истоимену књигу види Чуанг Це (књига)
Чуанг Це (кин. 莊子) је био кинески филозоф који је живео приближно у 4. веку п. н. е. Сматра се једним од великих учитеља таоизма, а његово има значи „учитељ Чуанг“.
Чуанг Це је говорио да је цивилизација искварила људска срца и уништила хармонију човека и космоса. Он је, слично раним таоистима заговарао живот у складу са природом. Попут Лао Цеа, сматрао је идеалан живот онај у јединству са таом. Ово се може постићи једино чистог, празног срца, што је Чуанг Це називао „изгладњивањем срца“.
Чуанг Це је чврсто веровао да живот и смрт нису ништа друго до различити ступњеви космичке трансформације и да не треба да се одушевљавамо животом, нити да страхујемо од смрти, већ да их једноставно прихватимо као различите кораке великог Пута.

## Биографија
Чуанг Це је живео у периоду зараћених држава, како се назива раздобље кинеске историје од 475. до 223. године п. н. е. Претпоставља се да је живео у 4. веку п. н. е., отприлике између 370. и 300. године п. н. е. Био је родом из града Менг (蒙城), у држави Сонг (данашња провинција Хенан). У то време на територији Кине је постојало 7 мањих држава, које су често ратовале једне с другима. У том раздобљу се развио велик број филозофских учења, па се то време још називало и „раздобљем сто школа“.

Чуанг Це је био савременик Менција и пријатељ Хуј Шија. Живео је повученим животом, али је ипак био чувен по својим идејама и списима. Приповеда се да је краљ Веј из Ч'уа, чувши за њега, послао гласнике с даровима да га позову на његов двор, обећавајући да ће га поставити за главног министра. Чуанг Це се, међутим, само насмејао и рекао им: 
Одлазите, не прљајте ме... Више волим да уживам у својој слободној вољи.
Када је умрла Чуанг-цеова жена, његов пријатељ Хуи Си је кренуо да му изрази саучешће. Нађе га како седи на поду, пева и бубња по здели. Кад га је упитао зар не осећа жалост према покојној жени, Чуанг Це му рече:
Када је умрла, био сам јако жалостан. Потом сам размислио полазећи од самог почетка, у коме она није имала ни живот, ни облик, па чак ни својства. Била је део велике безобличности. Затим се променила, попримивши својства, па облик и онда живот. Сада се поновно мења и прелази у смрт. Ове промене су једнаке следу четири годишња доба, пролећа, лета, јесени и зиме. Сада она почива у великој кући свемира. Да идем наоколо плачући и наричући, понашао бих се као човек који не схвата нужност збивања. Зато сам престао.

## Филозофија
Учитељ Чуанг је скептичан према дометима људске спознаје, аргументујући да је живот ограничен, а количина знања неограничена. Користити ограничено ради стицања неограниченог, одраз је глупости.

### Природа
Чуанг Це супротствља појмове природног и људског. Слеђење природе, извор је васколике среће и доброте, док је слеђење онога што је човеково извор васколике патње и зла. 
| „ | Оно што је природно, унутрашње је. Оно што је човеково, спољашње је ... Природно је да волови и коњи имају четири ноге, стављање улара коњу на главу или узице у губицу вола, човеково је дело. | ” |

Иако су разна створења по својој природи различита, заједничко им је да су подједнако срећна кад слободно испољавају своје природне способности. Чуанг Це говори о две птице, великој која лети хиљадама миља, и малој која једва прелази са дрвета на дрво, али ипак су обе срећне чинећи оно што могу да чине. Чуанг Це закључује да не постоји једнообразност природе ствари, а наметање једнообразности може само донети патњу.
| „ | Ноге патке су кратке, али ако покушамо да их продужимо патка ће осетити бол, ждралове ноге су дуге, али ако покушамо да их скратимо, ждрал ће осећати бол. Стога не треба да скраћујемо оно што је по природи дуго, нити продужавамо оно што је по природи кратко. | ” |

### Друштво
Људи, путем закона, морала и институција, покушавају да успоставе једнообразност и укину природне разлике. Чуанг Це се жестоко супротставља управљању људима и сматра да је најбољи начин управљања неуправљање. Он каже:
| „ | Знам за остављање људског рода на миру, али не и за управљање људским родом. Остављање на миру произлази из бриге да људи не упрљају своју унутрашњу природу и одбаце свој те. Кад људи не каљају своју унутрашњу природу и не одбацују свој те, има ли потребе управљати људским родом? | ” |

### Срећа
За Чуанг Цеа, срећа је слободно испољавање сопствене природе, која се назива Те и проистиче непосредно из Таоа. Међутим, постоје многе недаће којима се то испољавање може спречити, попут болести, старости, итд. Стога је срећа, која зависи од слободног испољавања човекових природних способности, ограничена и стога релативна. Међутим, захваљујући разумевању природе ствари, на мудраца не утичу промене у свету. На тај начин он не зависи од спољњих ствари и стога његова срећа није ограничена, већ се може рећи да је постигао апсолутну срећу (односно блаженство).
| „ | Претпоставимо да постоји човек који се вози у нормалности свемира, јаше на преображају шест елемената и прави излет у бесконачност, од чега он мора да зависи? Зато се каже да савршен човек нема своје ја, да духовни човек нема постигнућа, а истински мудрац нема имена | ” |

### Стварност
За Чуанг Цеа, оно што се обично сматра људском стварношћу представља само велики сан.
| „ | Човек у сну пије вино, а ујутру плаче и кука. Човек плаче у сну, али ујутро весело креће у лов. Док сања не зна да је то сан. У сну покушава да разјасни сан. Тек кад се пробуди, схвата да је сањао. Тако и након великог буђења схватамо да је ово велики сан. Будале умишљају да су будни и да знају да ли су кнежеви или чобани. У стварности, међутим, и ви и ја смо сан. Штавише, и сама чињеница да вам ја говорим да сањате, сама за себе је сан... Велики мудрац способан да проникне у ту тајну тешко да ће се појавити на овом свету и за десет хиљада година. | ” |

Иза великог сна постоји истинска збиља у коју се ступа након великог буђења.

### Преображај ствари
| „ | Једном сам ја, Чуанг Це, сањао да сам лептир. Лепршајући наоколо, срећан и весео, радио сам шта ми се прохте. Не бејах свестан да сам Чуанг Це. Одједном, пробудих се, и гле, поново бејах Чуанг Це. Сада не знам јесам ли човек који је сањао да је лептир, или лептир који сања да је човек? Између човека и лептира мора постојати разлика! То је оно што се назива преображај ствари. | ” |

Преображај ствари (wu hua) представља један од кључних термина Чуанг Цеове филозофије. Он сматра да ништа не поседује неки непроменљив квалитет или суштину. Све представља само појавни облик једне јединствене стварности која се одвија попримајући различите облике само-испољавања. Ко разуме преображај ствари увиђа да све ствари јесу вечно једно, изван времена и простора.

### Схватање смрти
За Чуанг Цеа, смрт је један од појавних облика вечне стварности. Чуанг Цеово схватање људског постојања неки називају „оптимистичким“ јер укида и саму разлику између живота и смрти. А управо је смрт проблем који највише узнемирује људски ум. Међутим, када човек превазиђе егзистенцијални страх од сопственог уништења, то је знак да је доспео до ступња „истинског човека“ односно мудраца. Будући једно са стварношћу, ум мудраца никада не бива узнемирен.
| „ | Мудрацу није стало да зна зашто живи. Нити му је стало да зна зашто умире. Он чак ни не зна шта од тога долази пре а шта после. Следећи природни ток преображаја постао је једна одређена ствар, сада једноставно чека даљи преображај. Поред тога, када човек пролази кроз преображај, како може бити сигуран не бива преображен? А када не пролази кроз преображај, како може бити сигуран да већ није преображен? | ” |

Чуанг Це онима који страхују од смрти упућује следеће утешне речи: „Где год да одемо, све ће бити у реду. Спокојно ћемо заспати, и одједном ћемо се наћи будни“.

## Дело
Главни извор учења Чуанг Цеа представља књига Чуанг Це, названа по њему, написана након његове смрти. Књига је збирка таоистичких списа, из различитих фаза развоја таоизма. Није утврђено шта је писао сам Чуанг Це, али се углавном сматра да поглавља која представљају мисао треће фазе таоизма, аутентична филозофија самог Чуанг Цеа.